# Eriauchenius cornutus
Eriauchenius cornutus is een spinnensoort uit de familie Archaeidae. De soort komt voor in Madagaskar.